# HD 118799
HD 118799，又名CD-39 8392，SAO 204712、HR 5136，是一颗恒星，视星等为5.6，位于銀經312.88，銀緯21.88，其B1900.0坐标为赤經13h 33m 55.9s，赤緯-39° 21.88′ 32″。